# روزانا (لاعبة كرة قدم)
روزانا دوس سانتوس أوغوستو (من مواليد 7 يوليو 1982)، والمعروف باسم روزانا، هي لاعبة كرة القدم ومدربة برازيلية ولاعبة سابقة لعبت في مركز ظهير أيسر أو جناح أيسر. مثلت منتخب البرازيل لكرة القدم للسيدات بين عامي 2007-2017، ومدربة منتخب البرازيل تحت 20 سنة لكرة القدم للسيدات من عام 2023. لعبت روزانا بشكل احترافي مع فرق في البرازيل والنمسا وفرنسا والنرويج والولايات المتحدة. منذ ظهورها الأول مع منتخب البرازيل لكرة القدم للسيدات في يونيو 2000 خاضت أكثر من 100 مباراة دولية، وشاركت في أربع بطولات لكأس العالم للسيدات وأربع دورات من الألعاب الأولمبية.

## مسيرتها مع النادي
لعبت روزانا لعدة سنوات في البرازيل قبل أن تنتقل إلى النمسا عام 2004. هناك لعبت كجناح أيسر مع نادي إس في نويلينغباخ. في موسم 2005–06 كانت هدافة الدوري النمساوي للسيدات برصيد 26 هدفًا. في مسودة دوري كرة القدم النسائية الاحترافية لعام 2008، اختيرت روزانا من قبل نادي سكاي بلو لكرة القدم للسيدات الاحترافية. في موسمها الأول سجلت خمسة أهداف من مركز صانعة الألعاب.
لعبت في فريق سنترو أوليمبيكو ضمن منافسات كرة القدم البرازيلية من فبراير 2011 حتى سبتمبر 2011. وقعت مع حامل لقب دوري أبطال أوروبا للسيدات الفرنسي ليون في سبتمبر 2011. في صيف عام 2013 انضمت روزانا إلى نادي أفالدسنيس النرويجي. وأوصت مالكي النادي بالتعاقد مع مواطنتها ديبينيا في الوقت نفسه. خلال موسم ونصف قضتهما روزانا وديبينيا في النرويج، أصبحتا لاعبتين أساسيتين، وأصبحت روزانا قائدة الفريق. لعبت روزانا مع ساو خوسيه في بطولة الأندية الدولية للسيدات 2014. وتمكنت من تسجيل هدفًا في المباراة التي انتهت بفوز النادي البرازيلي بنتيجة 2-0 في على نادي أرسنال للسيدات في المباراة النهائية.
وافقت على العودة إلى الولايات المتحدة، مع فريق هيوستن داش الذي يلعب ضمن الدوري الوطني لكرة القدم النسائية (NWSL) ، في ديسمبر 2014. قبل أن تتمكن روزانا من اللعب مع هيوستن تم إدراجها في برنامج إقامة مدته 18 شهرًا يهدف إلى إعداد المنتخب البرازيلي للمشاركة في كأس العالم للسيدات 2015 في كندا وأولمبياد ريو 2016 أنهت موسم 2015 في النرويج مع فريق أفالدسنيس، وسجلت في نهائي كأس النرويج للسيدات الذي خسره أفالدسنيس بنتيجة 3-2 أمام إل إس كيه كفينر إف كيه. في يناير 2016 انضمت روزانا إلى نادي باريس سان جيرمان للسيدات. عادت إلى كرة القدم البرازيلية مع ساو خوسيه في أغسطس 2016. وقّع فريق نورث كارولينا كوريج مع روزانا في 10 يناير 2017 ، بعد الحصول على حقوقها في صفقة توسطت فيها فريق كوريج السابقة، ويسترن نيويورك فلاش. شاركت في 4 مباريات قبل أن يتم الاستغناء عنها في 21 يونيو 2017، بسبب قلة وقت اللعب مع فريق الشجاعة وفرص اللعب في مكان آخر بعد قضاء موسم 2018 مع سانتوس، أعلنت روزانا اعتزالها كرة القدم. في عام 2020، خرجت من التقاعد للعب مع بالميراس، قبل أن تعتزل مرة أخرى في فبراير 2021 وتنضم إلى نادي أتليتيكو باراناينسي كمدربة لفريقهم النسائي الجديد.

## مسيرتها الدولية
في يونيو 2000، شاركت روزانا لأول مرة على المستوى الدولي في مباراة منتخب البرازيل لكرة القدم للسيدات في بطولة كأس الكونكاكاف الذهبية للسيدات التي فاز فيها منتخب كوستاريكا بنتيجة 8-0 على ملعب هيرشي بارك، هيرشي، بنسلفانيا. عندما كانت في الثامنة عشر من عمرها، لعبت في منافسات كرة القدم للسيدات في الألعاب الأولمبية الصيفية 2000، سيدني في أستراليا، حيث احتلت البرازيل المركز الرابع بعد خسارتها 2-0 أمام ألمانيا في مباراة الميدالية البرونزية في ملعب سيدني لكرة القدم. في بطولة أمريكا الجنوبية لكرة القدم للسيدات 2003، سجلت روزانا الهدف الثالث للبرازيل في الفوز 3-2 على الأرجنتين الذي ضمن التأهل إلى كأس العالم للسيدات في ذلك العام. في بطولة كأس العالم للسيدات 2003 في الولايات المتحدة الأمريكية، قدمت أداءً جيدًا وسجلت هدفًا في فوز البرازيل على النرويج 4-1. وثم خروج منتخب البرازيل في دور ربع النهائي من أمام السويد.
كانت روزانا عضوًا في الفريق الوطني الذي فاز بالميدالية الفضية في بطولات كرة القدم الأولمبية قي كل من 2004 في دورة الألعاب الأولمبية الصيفية 2004 في أثيناي وفي منافسات كرة القدم للسيدات 2008 في الألعاب الأولمبية الصيفية 2008 في بكين، الصين. وشاركت كلاعبة بديلة في نهائي كأس العالم للسيدات 2007، الذي خسره البرازيل أمام ألمانيا بنتيجة 2-0. لُقبت روزانا وزميلاتها مارتا وكريستيان ودانييلا ألفيس ليما في البطولة بـ"الرائعات الأربعة".
في حملة البرازيل المنتصرة في دورة الألعاب الأمريكية 2007، سجلت روزانا هدفين من ركلات حرة، ضد كل من كندا والمكسيك. أدى هذا إلى مقارنتها بلاعب كرة القدم المعاصر رونالدينيو.
في كأس العالم للسيدات 2011، سجلت روزانا هدف البرازيل في فوزها 1-0 على أستراليا، والهدف الثاني في فوزها 3-0 على النرويج المحبطة. ثم خسرت البرازيل ربع النهائي المثير للجدل بركلات الترجيح أمام منتخب الولايات المتحدة لكرة القدم للسيدات بعد تعادلهما 2-2. تم استبدال روزانا بـفرانسيل قبل خمس دقائق من نهاية الوقت الأصلي.
في الألعاب الأولمبية، خسرت روزانا والبرازيل مباراتهما الأخيرة في المجموعة الخامسة بنتيجة 1-0 أمام البلد المضيف بريطانيا العظمى أمام حشد قياسي بلغ 70,584 متفرجًا في ملعب ويمبلي. كان ذلك يعني مواجهة اليابان، حاملة لقب كأس العالم، في ربع النهائي، والتي أقصت البرازيل بفوزها عليها بنتيجة 2-0 في ملعب الألفية في كارديف. في كأس العالم للسيدات 2015 في كندا، شاركت روزانا في إحدى مباريات البرازيل الأربع، حيث بدأت المباراة النهائية في المجموعة الأخيرة التي فازت فيها البرازيل على كوستاريكا. في أكتوبر 2017، كانت روزانا واحدة من خمس لاعبات برازيلية اعتزلن اللعب الدولي، بسبب استيائهن من الأجور والظروف، وإقالة الاتحاد البرازيلي لكرة القدم للمدربة إيميلي ليما

### الأهداف الدولية
| الهدف    | التاريخ    | الموقع                     | الخصم            | التسجيل | النتيجة | المسابقة                    |
| -------- | ---------- | -------------------------- | ---------------- | ------- | ------- | --------------------------- |
| الهدف 1  | 2001-08-07 | سوون، جنوب كوريا           | اليابان          | 1–0     | 1–1     | كأس الأمم الأربع            |
| الهدف 2  | 2003-04-23 | ليما، بيرو                 | الأرجنتين        | 3–1     | 3–2     | كوبا أمريكا 2003            |
| الهدف 3  | 2003-09-23 | واشنطن، الولايات المتحدة   | النرويج          | 2–1     | 4–1     | كأس العالم للسيدات 2003     |
| الهدف 4  | 2007-07-12 | ريو دي جانيرو، البرازيل    | الأوروغواي       | 3–0     | 4–0     | دورة الألعاب الأمريكية 2007 |
| الهدف 5  | 2007-07-20 | ريو دي جانيرو، البرازيل    | كندا             | 2–0     | 7–0     | دورة الألعاب الأمريكية 2007 |
| الهدف 6  | 2007-07-23 | ريو دي جانيرو، البرازيل    | المكسيك          | 1–0     | 2–0     | دورة الألعاب الأمريكية 2007 |
| الهدف 7  | 2007-07-23 | ريو دي جانيرو، البرازيل    | المكسيك          | 2–0     | 2–0     | دورة الألعاب الأمريكية 2007 |
| الهدف 8  | 2008-04-19 | بكين، الصين                | غانا             | 5–0     | 5–1     | ملحق القارات                |
| الهدف 9  | 2010-10-24 | ريو دي جانيرو، البرازيل    | هايتي            | 7–0     | 7–0     | مباراة ودية                 |
| الهدف 10 | 2010-11-17 | لاتاكونغا، الإكوادور       | الأرجنتين        | 2–0     | 4–0     | كوبا أمريكا 2010            |
| الهدف 11 | 2011-05-14 | ماسيو، البرازيل            | تشيلي            | 3–0     | 3–0     | مباراة ودية                 |
| الهدف 12 | 2011-06-29 | مونشنغلادباخ، ألمانيا      | أستراليا         | 1–0     | 1–0     | كأس العالم للسيدات 2011     |
| الهدف 13 | 2011-07-03 | فولفسبورغ، ألمانيا         | النرويج          | 2–0     | 3–0     | كأس العالم للسيدات 2011     |
| الهدف 14 | 2011-12-14 | ساو باولو، البرازيل        | تشيلي            | 2–0     | 4–0     | تورنيو إنترناسيونال 2011    |
| الهدف 15 | 2011-12-14 | شاتيل سانت دينيس، سويسرا   | كولومبيا         | 1–0     | 2–1     | كأس العالم للسيدات 2012     |
| الهدف 16 | 2012-12-13 | ساو باولو، البرازيل        | المكسيك          | 1–0     | 1–2     | تورنيو إنترناسيونال 2012    |
| الهدف 17 | 2013-11-10 | أورلاندو، الولايات المتحدة | الولايات المتحدة | 1–2     | 1–4     | مباراة ودية                 |

## الإنجازات
؛ كورنثوس / أوداكس
- كأس ليبرتادوريس للسيدات: 2017

نادي سانتوس
- بطولة ساو باولو: 2018

منتخب البرازيل
- دورة الألعاب الأمريكية: 2007
- بطولة أمريكا الجنوبية للسيدات: 2010

جوائز فردية
- فريق بطولة ولاية ساو باولو : 2018